# トゥームストーン/ザ・リベンジ
『トゥームストーン/ザ・リベンジ』（原題: Dead in Tombstone）は、2013年にアメリカ合衆国で制作された西部劇アクション映画。アメリカ合衆国では2013年10月22日にビデオ発売され、日本では同年12月20日にビデオ発売された。

## ストーリー
開拓時代のアメリカ西部。BLACKWATER GANGのリーダーであるゲレロは、非情な強盗殺人を日夜繰り返していた。だが、鉱山の町エデンデールで強奪の計画を決行したある日、弟レッドの裏切りにあい、命を落としてしまう。
しかし、死んだはずのゲレロは見知らぬ場所で目が覚め、そこで悪魔を名乗る謎の男と出会う。悪魔から今までの償いとして、「永遠に地獄で苦しみ続けろ」と言われたゲレロは、とある契約を彼に持ちかける。その契約とは、再び現世に蘇り、自らを殺したならず者6人を殺すという驚くべき内容だった。悪魔はこれを面白いと認め、復讐に駆り立てられたゲレロは彼と契約する。
そして彼は、トゥームストーンと名を変えた町に再び現れるのだった。

## キャスト
- ゲレロ - ダニー・トレホ（日本語吹替：廣田行生）：BLACKWATER GANG/銀行・列車強盗犯
- 悪魔「ルシファー」 - ミッキー・ローク（日本語吹替：安原義人）
- レッド・キャバノー - アンソニー・マイケル・ホール（日本語吹替：楠見尚巳）：BLACKWATER GANG/ゲレロの異母兄弟、ガンマン40人を殺害
- カラテア・マッセー - ディナ・メイヤー（日本語吹替：相沢恵子）
- ジャック臨時保安官代理 - リチャード・ディレーン（英語版）
- ユダ・クラーク連邦保安官 - コリン・メイス（英語版）
- ポール牧師 - ジェームズ・ジョーダン（日本語吹替：中村浩太郎）
- ラモス - ロナン・サマーズ（英語版）：BLACKWATER GANG/強盗犯・反逆罪
- スネーク - エドワード・アクルート（英語版）：BLACKWATER GANG/泥棒・詐欺師
- ワシントン - ラドゥ・アンドレイ・ミク（英語版）：BLACKWATER GANG/放火魔
- バティスト - エミール・ホステナ（英語版）：BLACKWATER GANG/殺人犯・列車強盗犯
- ダルコ - オヴィディウ・ニクレスク（英語版）：BLACKWATER GANG/殺し屋・家畜強盗犯
- ボブ・マッセー保安官 - ダニエル・ラパイン